# Castello di Celle

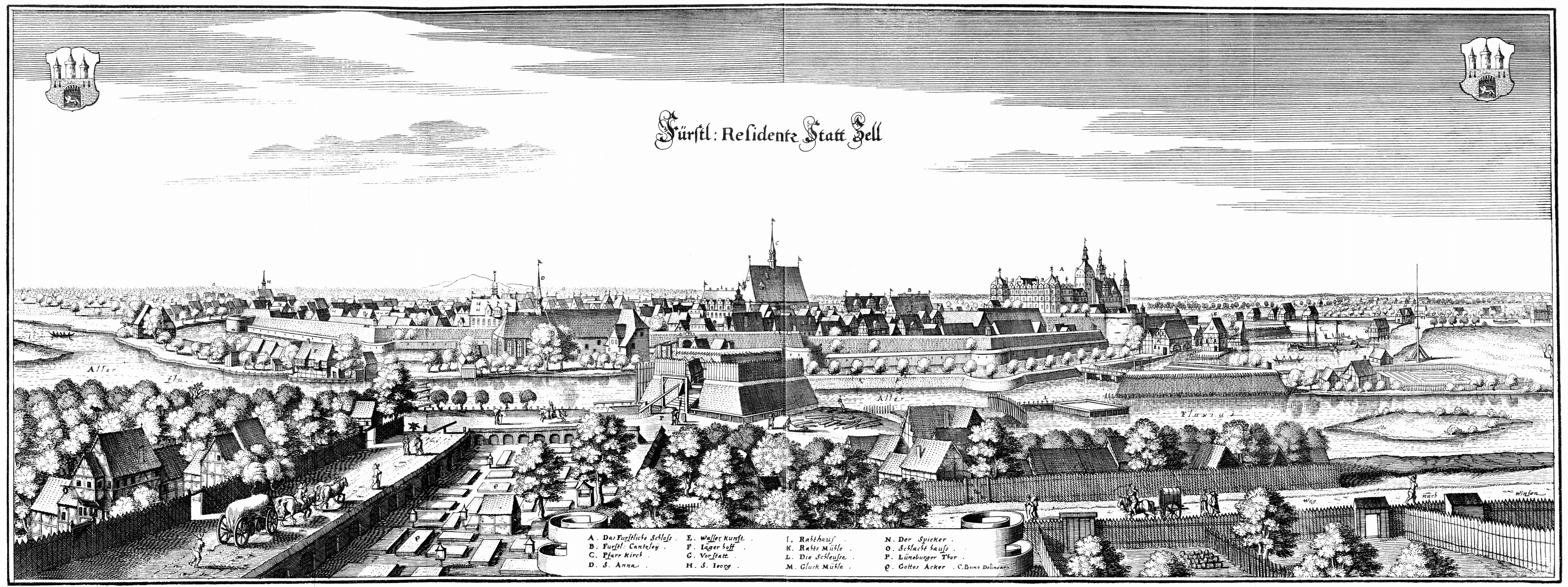
Il castello di Celle nel 1654

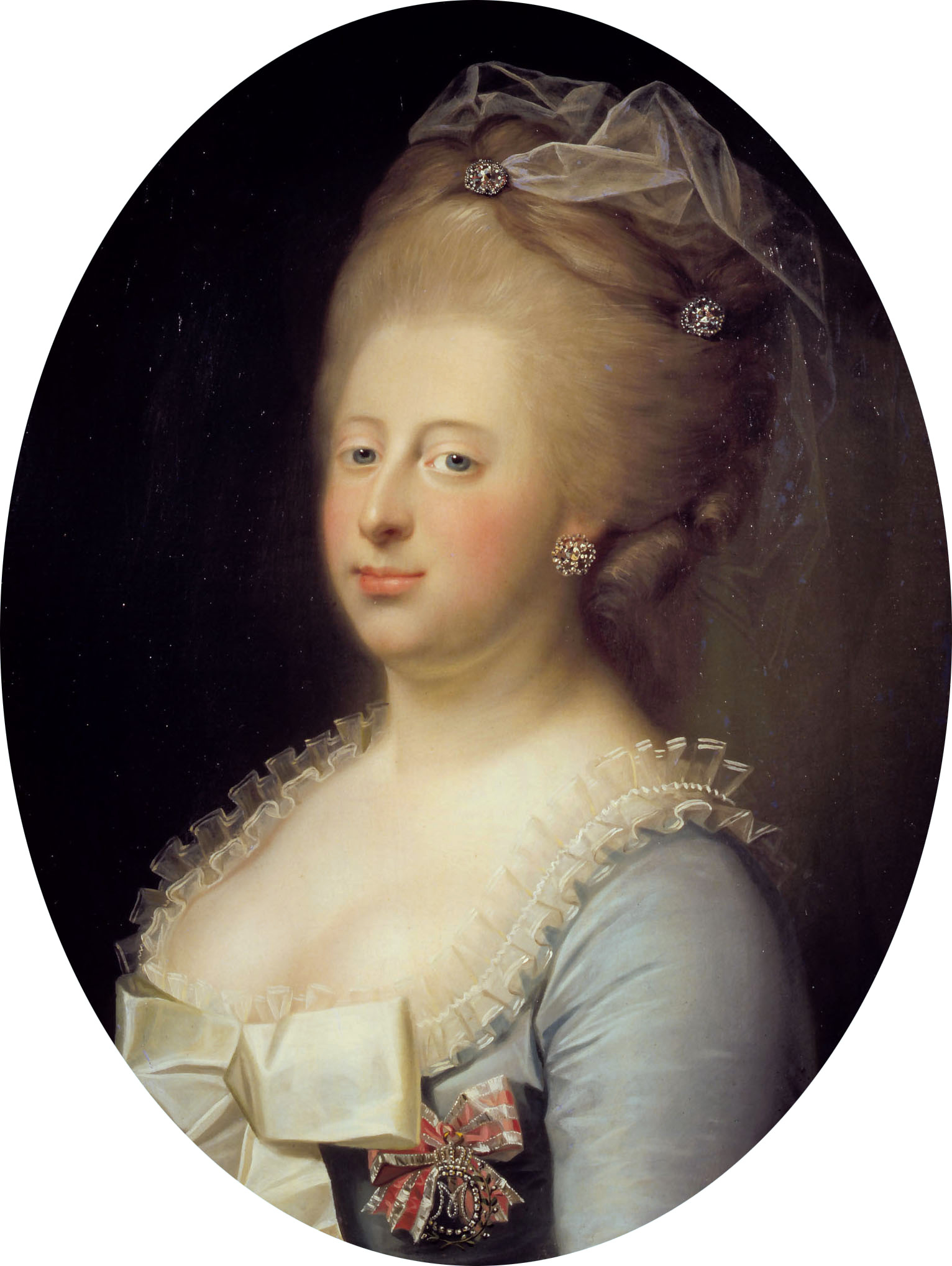
La regina Carolina Matilde di Danimarca, morta nel Castello di Celle nel 1755

Il castello di Celle (in tedesco: Schloss Celle o Celler Schloss) è un castello in stile rinascimentale e barocco della cittadina tedesca di Celle, nella Landa di Luneburgo (Lüneburger Heide), in Bassa Sassonia (Germania nord-occidentale): il castello, costruito nella forma attuale tra il XVI - XVII secolo, ma le cui origini risalgono al 1292 (è quindi il più antico edificio della città), fu residenza dei duchi di Braunschweig-Lüneburg per quasi tre secoli e mezzo, dal 1378 al 1705

## Caratteristiche
Il castello è a pianta quadrilatera racchiusa da torri risalenti al XVI secolo. La facciata è ornata da frontoni del 1660 - 1680 che seguono lo stile del Rinascimento del Weser.
Nel castello si trovano, tra l'altro, lo Schlosstheater, un piccolo teatro, fatto costruire dai duchi di Braunschweig-Lüneburg nel 1674 e considerato il più antico teatro di corte della Germania, una cappella risalente al 1485 con arredi rinascimentali, e il Residenzmuseum, parte del Bomann-Museum, dedicato alla storia del Regno degli Hannover.

## Storia
Il castello di Celle venne fondato originariamente come torre  (Wehrturm) - dalle caratteristiche accomunabili ai cosiddetti castelli acquatici o Wasserschlösser - destinata a proteggere un guado attraverso il fiume Aller. Questa prima fortificazione, nota inizialmente come "Kellu", fu eretta dai conti Brunoni intorno all'anno 980 d.C.
Un secondo edificio precursore del castello - rielaborazione della precedente torre - fu eretto nel 1292 per volere del duca Ottone II Severo. Ne facevano ancora parte le volte dei sotterranei così come i piani inferiori. I resti ti tale costruzione si trovano oggi al di sotto del teatro del castello.
La rocca è attestata per la prima volta nel 1318 come „Castrum Celle“.
In seguito alla Guerra di successione luneburghese, i duchi di Braunschweig-Luneburgo si trasferirono dalla stessa Luneburgo a Celle. Prima conseguenza dello spostamento di capitale fu l'inizio di importanti lavori di rifacimento delle mura e dei fossati: a partire dal 1378 la precedente fortezza dunque inizia la trasformazione in castello.
Nel 1705, il castello smise di essere la residenza ufficiale del Ducato di Braunschweig-Luneburgo. L'ultimo duca che vi risiedette fu Giorgio Guglielmo (1624 - 1705).
Nel 1775, il castello fu "teatro" della morte della venticinquenne regina di Danimarca Carolina Matilde, che, essendosi resa colpevole di adulterio, fu ivi rinchiusa dal fratello, re Giorgio III d'Inghilterra.

## Punti d'interesse

### Cappella
La cappella gotica risale al 1485.
Fu ricostruita in stile manierista su progetto di Jan de Vos, autore anche di 76 dei dipinti (tra cui spicca "La Crocifissione") che la decorano.

## Galleria d'immagini

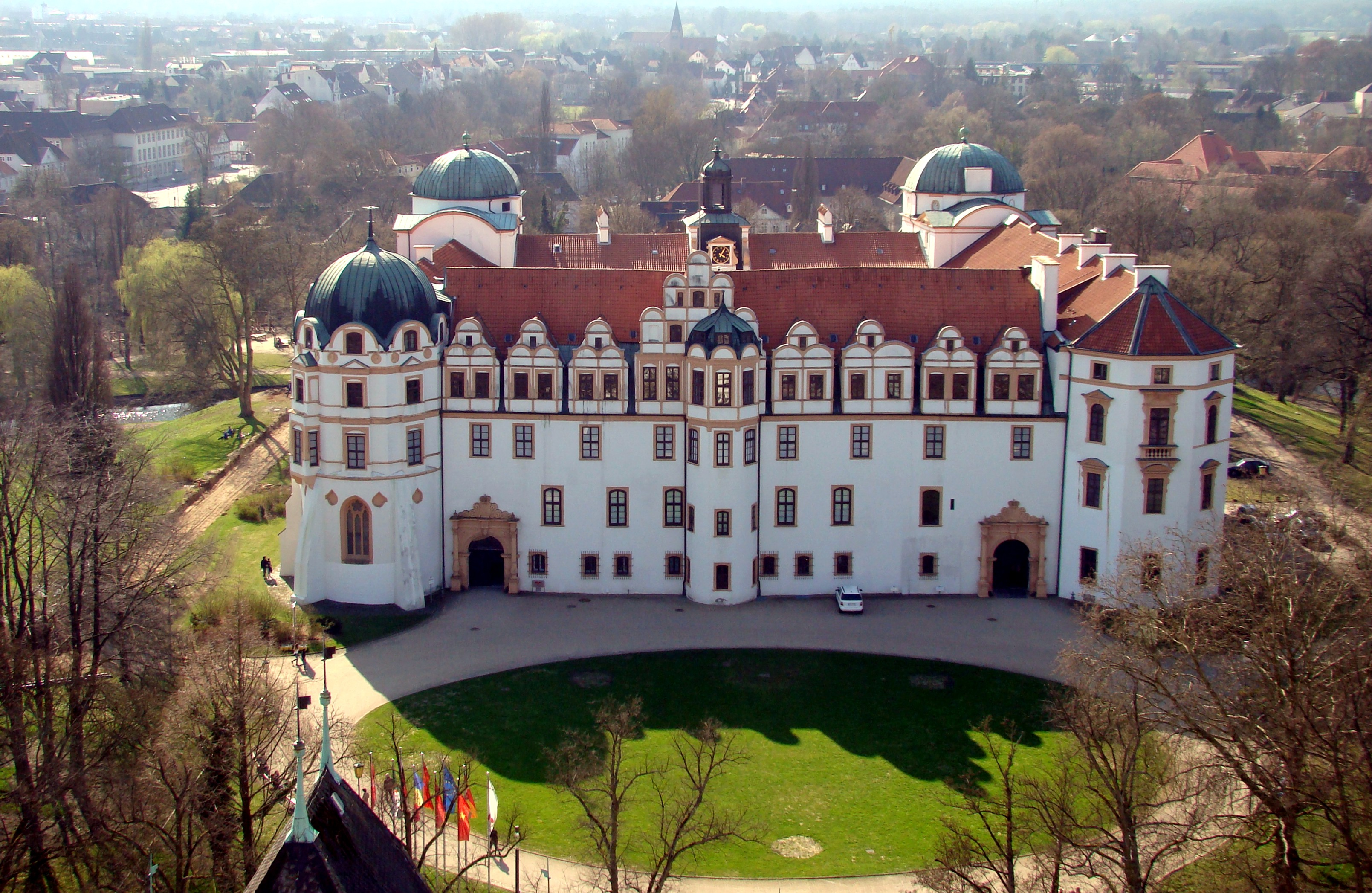
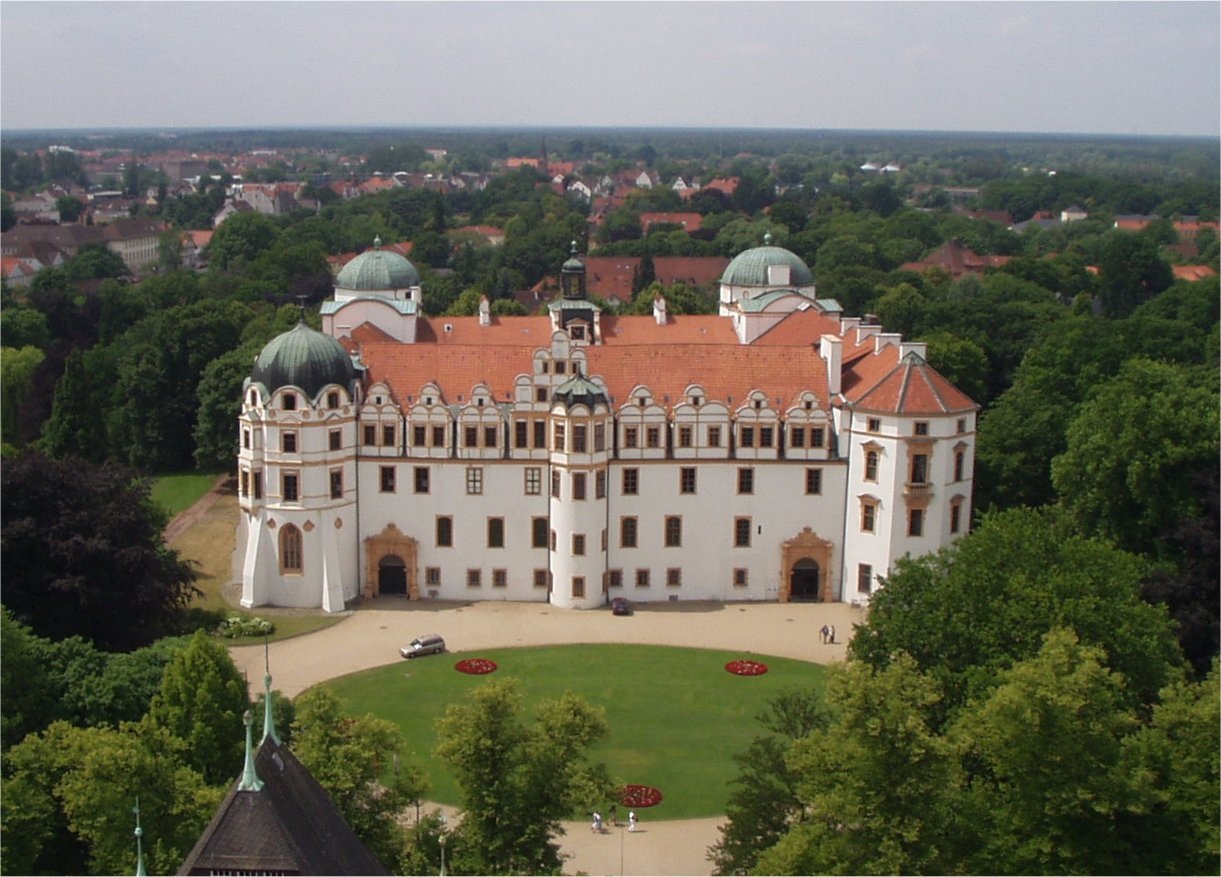